# هاینریش مرغ‌گیر
هاینریش مرغ‌گیر (به آلمانی: Heinrich der Finkler یا Heinrich der Vogler) (زادهٔ ۸۷۶ – مرگ ۲ ژوئیه ۹۳۶) از ۹۱۲ میلادی دوک زاکسن و از ۹۱۹ تا زمان مرگش پادشاه آلمان بود.
وی را نخستین پادشاه و امپراتور و نیز نخستین بنیادگذاری دولتی در آلمان قرون وسطایی که تا پیش از آن فرانک خاوری شناخته می‌شد، می‌دانند.
دلبستگی فراوان او به شکار سبب شد تا بدو لقب مرغ‌گیر دهند. گویا در هنگامی که خبر پادشاهی‌اش بدو رسید در حال شکار پرندگان بوده‌است.

## زندگی
او زادهٔ مملبن در زاکسن-آنهالت بود. پدرش دوک زاکسن و مادرش از تبار شارلمانی بود. او پس از مرگ پدر دوک زاکسن شد. کنراد یکم پیش از مرگش وصیت کرد که پادشاهی به هاینریش برسد. هاینریش در آغاز با مدعیان پادشاهی درگیر بود.
در ۹۲۰ شارل ساده پادشاه فرانک باختری به آلمان تاخت ولی پیش از برخورد با هاینریش از آلمان عقب‌نشینی نمود. در ۹۲۱ دو پادشاه با هم دیدار نمودند و پیمان صلحی را منعقد نمودند.
مرگ هاینریش بر اثر سکته مغزی رخ‌داد. پس از او پسرش اتوی بزرگ به امپراتوری رسید.